# Isaïe Schwartz
Pour les articles homonymes, voir Schwartz.
Isaïe Schwartz, né à Traenheim le 15 février 1876 et mort à Paris le 21 juillet 1952, est un rabbin français, grand-rabbin de France de 1939 à 1952, en particulier pendant la période de l'occupation de la France par l'Allemagne pendant la Seconde Guerre mondiale.

## Formation
Fils de Seligmann Schwartz, commerçant à Traenheim en Alsace, le jeune Isaïe est envoyé à Paris pour entrer au Talmud Torah, puis au séminaire israélite de France. Après dix ans d'étude, il exerce la fonction de rabbin intérimaire à Marseille. Son premier poste de rabbin est Bayonne. À Bordeaux, il occupe le poste de grand-rabbin jusqu'en 1919, mais le Consistoire israélite du Bas-Rhin lui demande de revenir en Alsace, redevenue française, pour prendre la tête du rabbinat alsacien.
À la mort d'Israël Lévi à Paris le 23 juin 1939, le Consistoire central fait appel au grand-rabbin de Strasbourg pour lui confier, la haute charge de grand-rabbin de France.
Schwartz était aussi membre de l'Alliance israélite universelle.
Il est enterré au cimetière juif de Westhoffen.

## Vichy
En 1940, les départements de la Moselle, du Haut-Rhin, du Bas-Rhin sont annexés de facto par l'Allemagne, le maréchal Pétain organise le rapatriement à Limoges du Consistoire central  et l'accueil de toutes les familles israélites sous la protection du Régime de Vichy.
Isaïe Schwartz créa une caisse de secours à son nom. Il venait chaque année présenter ses vœux au maréchal Pétain, il est intervenu à plusieurs reprises pour atténuer les mesures prises, et obtenir des aménagements. Hormis ses protestations, il tenta une voie conciliatrice (jugée « molle » par Léon Poliakov) comme l'attestent ces propos adressés aux Juifs :  ... Quelle que soit votre amertume et sans rien accepter de ce qui vous a mis hors de la loi commune, subissez régulièrement les obligations qui vous sont faites par les lois, décrets, arrêtés et règlements du gouvernement français, en en appelant dans votre conscience de la France contrainte et meurtrie d'aujourd'hui, à la France généreuse et libre de toujours. Ne cachez pas votre qualité d'Israélites... Soyez renseignés et en règle avec les lois, ne vous cachez pas d'être ce que vous êtes. Soyez simples et modestes. Vous n'en serez que meilleurs Israélites et meilleurs Français ....
Il envoie également à Pierre Laval, Pétain — entre autres — plusieurs lettres de protestation, cosignées avec Jacques Helbronner, président du Consistoire central. Ce dernier sera arrêté et déporté en 1943 par les Allemands, tandis que lui-même parvenait à échapper deux fois à ce terrible sort en se réfugiant à Vichy dans une clandestinité qui lui rendait impossible de continuer à exercer sa mission.

## Distinctions
Il est nommé chevalier de la Légion d'honneur en juillet 1925, puis promu officier de la Légion d'honneur en janvier 1948.